# Antonio Ortiz de Urbina y Olasagasti
Antonio Ortiz de Urbina y Olasagasti, nacido en 1854, fue hijo del arquitecto Jerónimo Ortiz de Urbina y uno de los últimos maestros de obras que ejercieron su trabajo en España. Fue ayudante repetidor de la Escuela de Artes e Industria de Valladolid junto con Pablo Puchol, Ladislao Ramón Pérez, Darío Chicote Recio y José Pérez Ledo. Trabajó junto a su padre hasta su muerte, manteniéndose posteriormente en activo hasta 1936 y falleciendo, en Madrid, en 1940.

## Obras destacadas
- La Casa Luelmo (1907-1912)[5][6][7]
- Colegio San José (1884)[8][6]

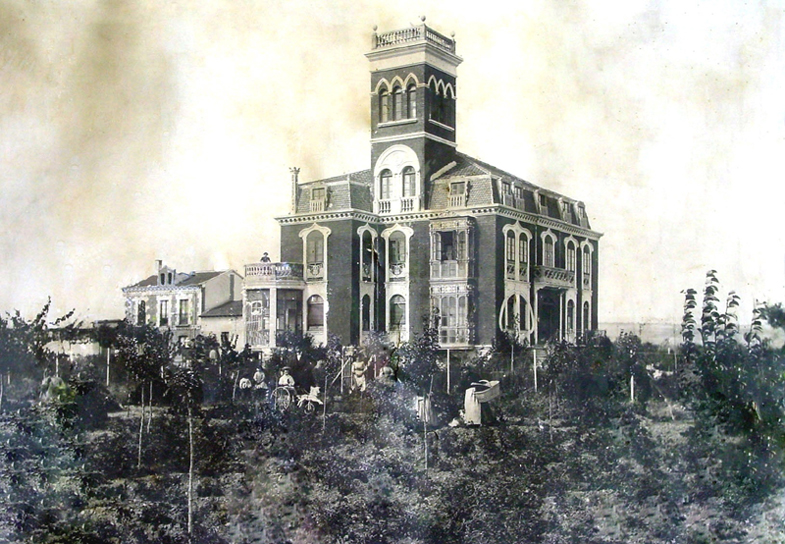
Fotografía de la casa Luelmo a principios del siglo XX

- Iglesia de la Sagrada Familia de Valladolid (1899)[9][6]
- Edificio de la calle Gamazo nº14 (1911)[10][11][6]